# Dactylochelifer zaragozai
Espèce
Dactylochelifer zaragozai est une espèce de pseudoscorpions de la famille des Cheliferidae.

## Distribution
Cette espèce est endémique d'Adyguée en Russie. Elle se rencontre vers Maïkop.

## Description
Le mâle holotype mesure 3,00 mm et les femelles de 3,42 à 3,75 mm.

## Systématique et taxinomie
Cette espèce a été décrite par Nassirkhani en 2022.

## Étymologie
Cette espèce est nommée en l'honneur de Juan Antonio Zaragoza.

## Publication originale
- Nassirkhani, Snegovaya & Chumachenko, 2022 : « Description of a new pseudoscorpion species, Dactylochelifer zaragozai n. sp. (Pseudoscorpiones: Cheliferidae) from North Caucasian region of European Russia. » Israel Journal of Ecology and Evolution, vol. 68, p. 13–20.